# Pimoa gyara
Pimoa gyara (лат.) — вид пимовых пауков рода Pimoa (Pimoidae). Название дано по месту нахождения (Gyara Village).

## Распространене
Китай, Тибетский автономный район (округ Ньингчи, Gongbo’gyamda County, Gyara Village, 30.01°N, 93.78°E, на высоте 3460 м).

## Описание
Мелкие пауки, длина тела 6—7 мм. Карапакс самок желтоватый с черными боковыми краями; грудная ямка и радиальные борозды отчетливые; стернум буроватый; брюшко почти овальное, чёрное с желтоватыми поперечными перевязями. Ноги буроватые без перевязей. Эпигинум треугольный; вентральные пластинки широкие, длина примерно равна ширине. Сходен с видами P. nyingchi и P. reniformis. Вид был впервые описан в 2021 году китайским арахнологами Xiaoqing Zhang и Shuqiang Li (Institute of Zoology, Chinese Academy of Sciences, Пекин, Китай) по материалам из Тибета.